# Miconia japuraensis
Miconia japuraensis är en tvåhjärtbladig växtart som beskrevs av Célestin Alfred Cogniaux. Miconia japuraensis ingår i släktet Miconia och familjen Melastomataceae. Inga underarter finns listade i Catalogue of Life.